# Luis Caplliure
Luis Caplliure Moreno (7 giugno 1979) è uno schermidore spagnolo, specializzato nel fioretto. Ha vinto una medaglia di bronzo ai Campionati mondiali di scherma.